# Athripsodes albifrons
Athripsodes albifrons är en nattsländeart som först beskrevs av Carl von Linné 1758.  Athripsodes albifrons ingår i släktet Athripsodes och familjen långhornssländor. Arten är reproducerande i Sverige. Inga underarter finns listade i Catalogue of Life.

## Bildgalleri

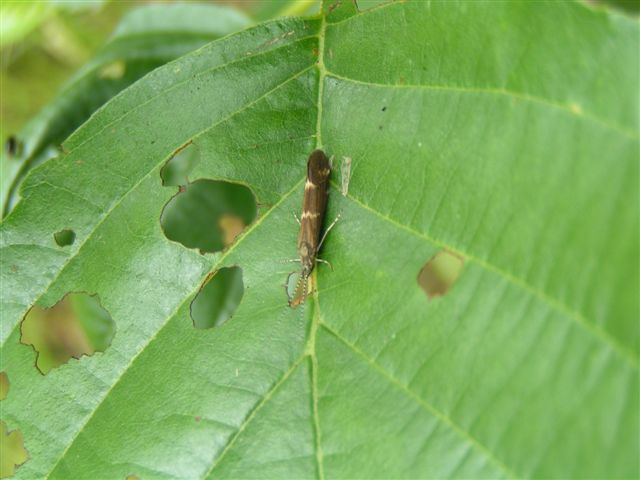